# Janina Kujawska-Tenner
Janina Kujawska-Tenner (ur. 20 czerwca 1928 w Brzezinkach Śląskich, zm. 31 stycznia 2020) – polska onkolog i radioterapeuta, dr hab. nauk medycznych.

## Życiorys
Urodziła się w rodzinie lekarzy Kazimierza i Marii z d. Rajda. Maria jako pierwsza Ślązaczka uzyskała stopień doktora medycyny. Janina miała trzy siostry. Wszystkie cztery córki Marii i Kazimierza poszły w ślady rodziców – zostały lekarkami. Janina podczas II wojny światowej była więźniem obozu koncentracyjnego Ravensbrück. Obroniła pracę doktorską, następnie uzyskała stopień doktora habilitowanego. Od 1955 do 1983 piastowała stanowisko kierownika w Zakładzie Onkologii w Krakowie oraz objęła funkcję przewodniczącego w pierwszym Zarządzie Towarzystwa Przyjaciół Chorych w Krakowie, a także honorowego członka Polskiego Towarzystwa Medycyny Paliatywnej.
Pochowana na cmentarzu Parafii Rzymsko-Katolickiej Wszystkich Świętych w Pszczynie.